# 西田明夫
西田 明夫（にしだ あきお、1946年12月7日 - 2009年2月6日）は兵庫県明石市出身のオートマタ作家。現代玩具博物館（美作市）・有馬玩具博物館（神戸市）初代館長。イラストレーターの西E田は息子。

## 略歴
- 1946年12月 兵庫県明石市に生まれる
- 1964年3月 私立・大阪星光学院高校を卒業
- 1964年4月 大阪市立美術研究所に入所
- 1988年2月 池袋・LOFT「アトリエ・ヌーボー」にて個展 / LOFT主催
- 1989年11月 神戸「北野坂 FAMILIA」にて個展 / ファミリア主催
- 1990年11月 池袋・LOFT「アトリエ・ヌーボー」にて個展 / LOFT主催
- 1991年2月 神戸「北野坂 FAMILIA」にて個展 / ファミリア主催
- 1991年3月 福岡IMSビル「GAYAホール」にて個展 / FM福岡主催
- 1994年6月 NATIONAL / PANASONICの1995年度版カレンダーを手がける
- 1994年11月 銀座ソニービルのクリスマス・ウインドウ・ディスプレーを手がける。銀座ウインドウ・コンテスト特別奨励賞を受賞
- 1995年5月 銀座ソニービルにて「現代のからくり人形師展」を開催 / 銀座ソニービル主催
- 1995年6月 心斎橋ソニービルにて「現代のからくり人形師展」を開催 / 心斎橋ソニービル主催
- 1995年7月 鳥取県のわらべ館に大型からくり時計「ドレミの歌」を製作・納入
- 1995年9月 現代玩具博物館（岡山県美作市）の館長に就任
- 1995年11月
  - 銀座ソニービルのクリスマス・ウインドウ・ディスプレーを手がける
  - 「第18回・芸術的遊具 / 遊びの中の芸術展」 に出品 / ミュンヘン・オーバーバイエルン手工業協議会主催
- 1996年8月 「第2回・世界人形展」に出品 / オーストリア・ツェルトヴェグ「ファラー城」主催
- 1996年11月 「第19回・芸術的遊具 / 遊びの中の芸術展」に出品 / ミュンヘン・オーバーバイエルン手工業協議会主催
- 1996年12月 「オートマタ・からくり人形の世界展」に出品 / ミュンヘン「GALLERY HANDWERK」主催
- 1997年8月 「第3回・世界人形展」に出品 / オーストリア・ツェルトヴェグ「ファラー城」主催
- 1997年11月 銀座ソニービルのクリスマス・ウインドウ・ディスプレーを手がける銀座ウインドウ・コンテスト特別奨励賞を受賞
- 1998年11月 「第20回・芸術的遊具 / 遊びの中の芸術展」に出品 / ミュンヘン・オーバーバイエルン手工業協議会主催
- 1998年12月 銀座ソニービルの1999年・正月のウインドウ・ディスプレーを手がける
- 1999年2月 銀座「伊東屋」 にて個展
- 1999年3月 マイカル小樽ハイテック・コートのウインドウ・ディスプレーを手がける
- 1999年4月 グリコのおまけのデザイナー・加藤裕三と「BEANS STUDIO」を設立
- 1999年5月 「GAYAホール」にて「BEANS STUDIOの仕事展」を開催 / FM福岡主催
- 2000年3月 デザインフェアOSAKA2000「オートマタ三人展」に出品 / 財団法人大阪デザインセンター主催
- 2000年6月 高知「おらんく屋」に大型モーション・ディスプレー「勇魚太鼓」を製作・納入
- 2001年5月 表参道・ネスパスにて「ROB IVES & AQUIO NISHIDA展」を開催 / 新潟県主催
- 2001年7月 山口きらら博「ファンタジー・サーカス館」 に出品 / 西京銀行・富士通主催
- 2001年10月 大阪北新地「おらんく屋」に大型モーション・ディスプレー「恵比寿・大黒」を制作・納入
- 2002年4月 博多「みやこ幼稚園」に大型からくり時計「星に願いを」を製作・納入
- 2002年9月 「AUTOMATA / 動くおもちゃ」を執筆 / 婦人生活社刊
- 2002年11月 「第24回・芸術的遊具 / 遊びの中の芸術展」に出品 / ミュンヘン・オーバーバイエルン手工業協議会主催
- 2003年2月 イタリア・ローマ「オートマタによる戦争反対展」に出品 / MODERN AUTOMATA MUSEUM 主催
- 2003年4月 ドイツ・ブレーメン「オートマタによる戦争反対展」に出品 / MODERN AUTOMATA MUSEUM 主催
- 2003年7月 有馬玩具博物館（兵庫県神戸市）の館長に就任
- 2003年11月 「第25回・芸術的遊具 / 遊びの中の芸術展」に出品 / ミュンヘン・オーバーバイエルン手工業協議会」主催
- 2004年7月 「第10回・世界人形展」に出品 / オーストリア・ツェルトヴェグ「ファラー城」主催
- 2005年11月 「第2回・オートマタ・からくり人形の世界展」に出品 / ミュンヘン「GALLERY HANDWERK」主催
- 2006年1月 鳥取県安来市「安来演芸館」に「安来節からくり人形」を制作・納入
- 2006年4月 ドイツ・ザイフェン玩具博物館「ERZGEBIRGISCHES SPIELZEUG MUSEUM SEIFFEN」にて個展
- 2006年11月 「第26回・芸術的遊具 / 遊びの中の芸術展」に出品 / ミュンヘン・オーバーバイエルン手工業協議会主催
- 2007年10月
  - 「第三回・琵琶湖ビエンナーレ」に出展
  - 「第一回・神戸ビエンナーレ」に出展
- 2008年3月 鳥取県北栄町「青山剛昌ふるさと館」のマリオネットシアターの制作
- 2008年5月 からくり創作集団「AAA」（Arima Automata Association）発足
- 2008年11月 西宮阪急、特大からくり「うみのものがたり」制作「AAA」
- 2008年12月 神戸真珠会館、からくり人形「月の雫 ・人魚の涙」制作「AAA」
- 2009年2月 病により他界、享年63歳

## 著書
- AUTOMATA／動くおもちゃ（婦人生活社）
- 摩訶不思議図鑑（土屋書店）